# Josef Hammar

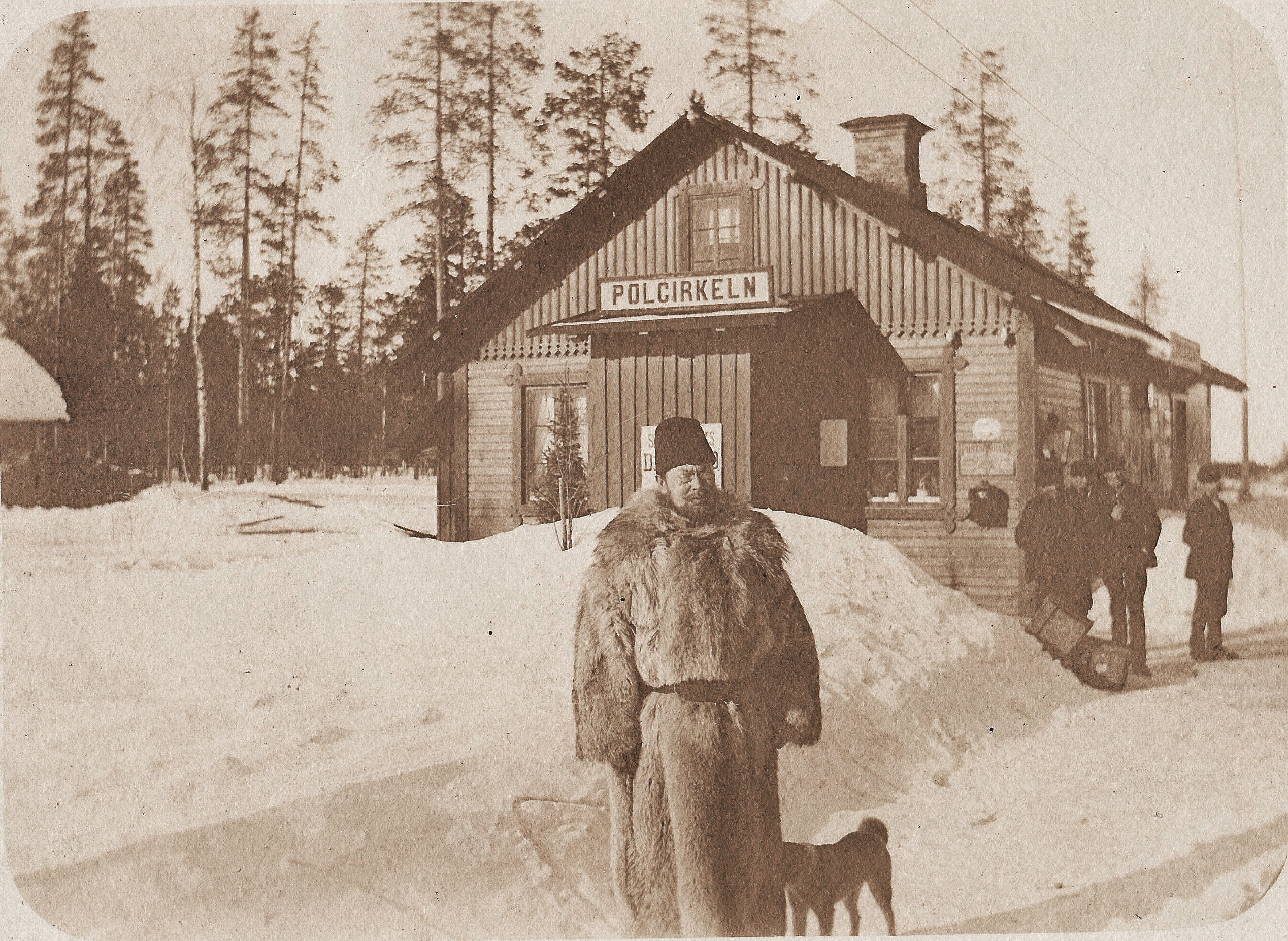
Josef Hammar i Polcirkeln, Gällivare kommun, februari 1899.

Josef Hammar, född 15 november 1868 i Helsingborg, död 4 augusti 1927 i Bouzaréah, Franska Algeriet, var en svensk militärläkare, kanotist och äventyrare. 

## Biografi
Efter mogenhetsexamen i Kristianstad 1886 blev Hammar student vid Lunds universitet där han avlade en mediko-filosofisk examen 1888. Hammar blev medicine kandidat vid Karolinska institutet 1893 och legitimerad läkare 1898. 

### Militär bana
Åren 1896–1898 var han fältläkarstipendiat av andra klass. Han var läkare vid Alfred Nathorsts expedition till Grönland 1899 och därefter fältläkarstipendiat av 1:a klass 1899-1901. Hammar var därefter bataljonsläkare vid Jämtlands fältjägarregemente 1901-1904 och vid Positionsartilleriregementet från 1904. Han var 1905-1907 extra assistent vid arméförvaltningens intendenturdepartements sjukvårdsbyrå och erhöll 1907 kaptens värdighet. Hammar blev 1916 regementsläkare i Fältläkarkåren och 1917 vid Skånska dragonregementet. 
Josef Hammar var från 1910 ledamot av Krigsvetenskapsakademien.

### Kanotpionjär
Hammar var en tidig svensk kanotist. Vid 1889 års svenska Grönlandsexpedition (ledd av Alfred Nathorst) medförde Hammar kanoten Kajaka, konstruerad av Carl Smith. 

### Senare liv
Åren 1918–1920 var Josef Hammar andre stadsläkare i Ystad. 1926 flyttade han med sin familj till Franska Algeriet, där han förvärvat en farm.

## Familj
Josef Hammar var son till kyrkoherden August Hammar. En kusin var anatomen och universitetsläraren August Hammar. 